# بیبینجه
بیبینجه (به لاتین: Bibinje) یک منطقهٔ مسکونی در کرواسی است که در شهرستان زادار واقع شده‌است. بیبینجه ۳٬۹۸۵ نفر جمعیت دارد.